# Lago Neumühler
El lago Neumühler (en alemán: Neumühlersee) es un lago situado en el distrito de Mecklemburgo Noroccidental, en el estado de Mecklemburgo-Pomerania Occidental (Alemania), a una altitud de 44 metros; tiene un área de 171 hectáreas.